# Hôtel d'Almeyras
L'hôtel d'Alméras est un hôtel particulier datant du XVIIe siècle. Il est situé à Paris, dans le quartier du Marais au 30, rue des Francs-Bourgeois dans le 3e arrondissement.

## Histoire
La parcelle sur laquelle est bâtie l'hôtel d'Alméras est acquise en 1598 par Jean de Fourcy, qui la revend en 1600 au secrétaire du roi Jean de Guéribalde. Il la vend à son tour le 19 décembre 1602, pour 10 000 livres, à Jean Alméras, sieur de La Saussaye et audiencier de la chancellerie, et à deux de ses gendres : Claude Le Roux et Jean Duhamel. Le 28 janvier 1611, la veuve de Claude Le Roux, Madeleine Alméras, vend sa parcelle à son frère Pierre d'Alméras. Ce dernier ne devient propriétaire de toute la parcelle qu'en 1625.
Cet hôtel est édifié entre 1611 et 1613 par Louis Métezeau pour Pierre d’Alméras, sieur de Saint-Rémy et de La Saussaye (conseiller et secrétaire des finances du roi Henri IV). Le 28 janvier 1611, Métezeau (dont c'est l'une des rares commandes privées) donne les plans de l'hôtel et passe un marché avec le maître maçon Nicolas Jacquet. En 1625 Pierre d'Alméras achète une bande de terrain sur laquelle est aménagée une basse-cour. Il fait élargir la façade sur jardin avec un second pavillon.
Aucun décor intérieur ne subsiste de cette première période. Composé de pierres et de briques l'hôtel d'Alméras est resté quasiment intact, si ce n’est l’ajout de deux éléments, le grand escalier réalisé vers 1655 lorsque l'hôtel fut vendu à Louis Bertauld,président de la Chambre des Comptes et la ferronnerie de la porte cochère faite en 1723 pour Robert Langlois de la Fortelle le nouveau propriétaire.
Barras résidera à l’hôtel d'Alméras de 1814 à 1815, de même que le réalisateur Alain Corneau, pendant près de 40 ans, à la fin du XXe siècle.
Au XIXe siècle, comme beaucoup d’hôtels du Marais, l’hôtel d’Alméras est occupé par des artisans : notamment par une tannerie puis par une lustrerie. Dans les années 1930, ce dernier est occupé par les laboratoires pharmaceutiques POINTET & GIRARD,.
Classé monument historique par arrêté du 18 juillet 1978, il est ensuite restauré en 1983. De nos jours, l'hôtel est une propriété privée qui ne se visite pas.